# 崔贺庄水库
崔贺庄水库是中国江苏省徐州市铜山区境内的一座水库，位于邦房亭河上，建于1975年。水库正常库容为2386万立方米，集雨面积为21平方千米，海拔为32.5米。